# La Mousmé
La Mousmé est un tableau réalisé par le peintre néerlandais Vincent van Gogh en 1888. Cette huile sur toile est un portrait représentant une mousmé assise dans un fauteuil. Elle est conservée à la National Gallery of Art, à Washington, aux États-Unis.